# Seznam nekdanjih regij Francije
Francija je bila med letoma 1982 in 2015 razdeljena na 27 pokrajin, od tega jih je 22 v Evropi, 5 pa so prekomorska ozemlja. 
| 1. Alzacija (Alsace) 2. Akvitanija (Aquitaine) 3. Auvergne 4. Spodnja Normandija (Basse-Normandie) 5. Burgundija (Bourgogne) 6. Bretanja (Bretagne) 7. Center (Centre (région française)) 8. Šampanja-Ardeni (Champagne-Ardenne) 9. Korzika (Corse) 10. Franche-Comté 11. Zgornja Normandija (Haute-Normandie) | 12. Île-de-France 13. Languedoc-Roussillon 14. Limousin 15. Lorena (Lorraine) 16. Jug-Pireneji (Midi-Pyrénées) 17. Nord-Pas-de-Calais 18. Loire (Pays de la Loire) 19. Pikardija (Picardie) 20. Poitou-Charentes 21. Provansa-Alpe-Azurna obala (Provence-Alpes-Côte d'Azur) 22. Rona-Alpe (Rhône-Alpes) |  |
Prekomorske pokrajine, ki so hkrati tudi departmaji, so:
1. Guadeloupe
2. Francoska Gvajana
3. Martinique
4. Réunion
5. Mayotte

## Glej
- Francoske regije